# 崔無詖
崔 無詖（さい むひ、? - 755年（天宝14載））は、唐代玄宗朝の地方官。本貫は博陵郡安平県。
楊国忠に用いられ、滎陽郡太守となったが、安史の乱において安禄山側に捕らえられ、処刑された。

## 経歴
長安の出身。本籍は名門の山東四姓の一つ、博陵の崔氏であった。崔無詖の父の崔従礼は韋皇后の母の兄弟にあたり、韋皇后の恩顧を被っていた中書令の蕭至忠の娘と婚姻していた。
景雲4年（710年）、韋皇后と蕭至忠が皇子の李隆基（後の玄宗）によって殺されると、坐して左遷させられた。
開元年間、益州司馬となっていた時、新都県尉の楊国忠と親交があった。後日、楊国忠に引き立てられ、陝郡太守から少府監・滎陽郡太守に就任した。
安史の乱勃発後、安禄山の軍が陳留を陥落させて、河南節度使の張介然ら兵を皆殺しにした上で西進してきた。この時、兵を募って拒んだが、勢いにのる安禄山軍の喧噪に城内は震え上がり、兵は自ら城壁から墜落していったと伝えられる。
崔無詖らは捕らえられて殺された。安禄山側の武令珣が滎陽をおさえることとなった。
死後、礼部尚書を贈られ、毅勇と諡されている。

## 伝記資料
- 『旧唐書』巻百八十七下 列伝第百三十七下「忠義下・崔無詖伝」
- 『新唐書』巻百九十一 列伝第百十六「忠義上・崔無詖伝」